# Finspång
För andra betydelser, se Finspång (olika betydelser).

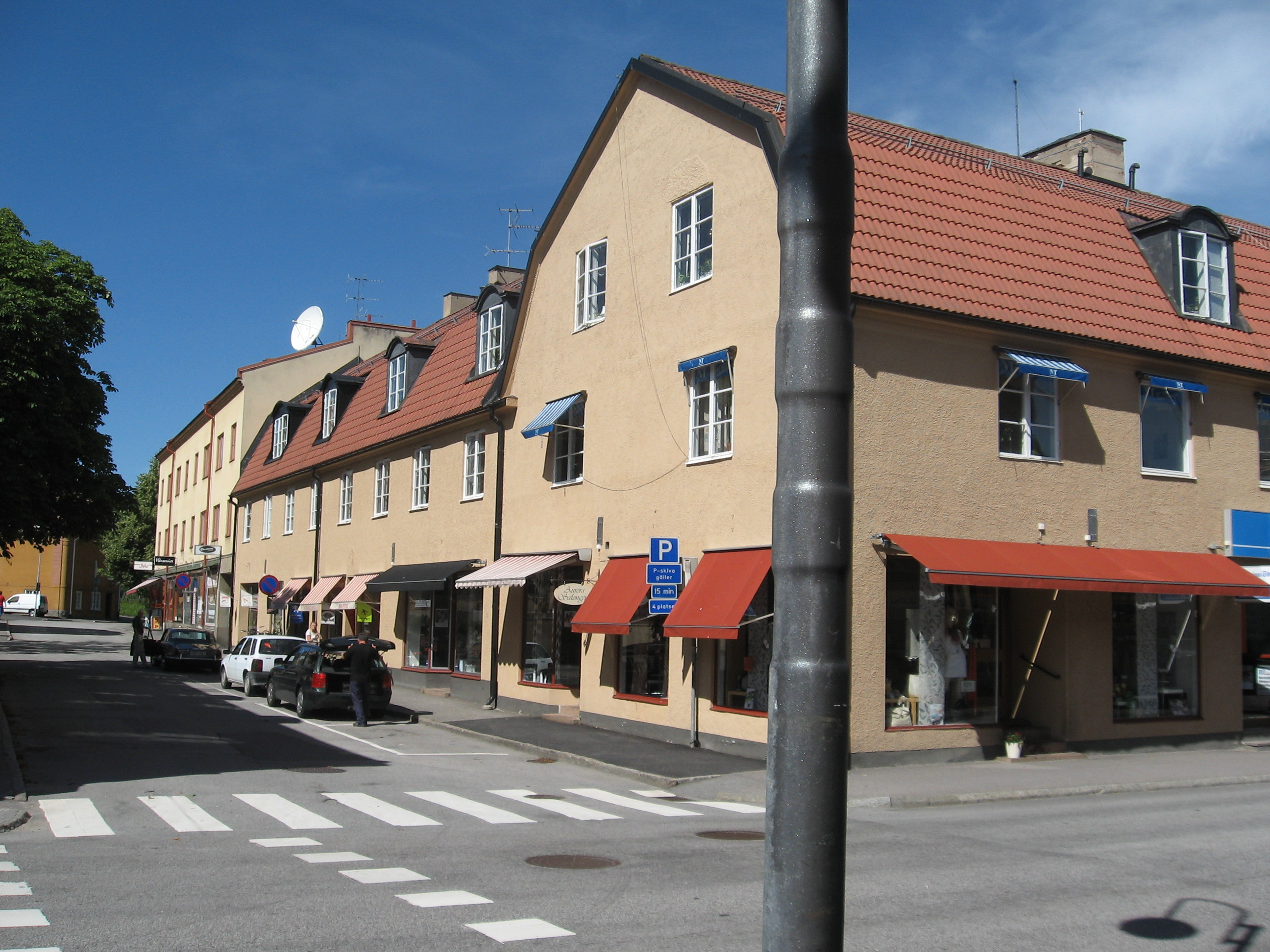
Byggnader i centrala Finspång

Finspång uttal (fil) (uttalas finn-spång; tidigare även kallat Finspong) är en tätort i Östergötland och centralort i Finspångs kommun, Östergötlands län.
Finspång är en gammal bruksort med flera större industrier, bland andra Siemens Energy AB (tillhör Siemens Energy AG-koncernen), Gränges, SAPA och SSAB.

## Historia

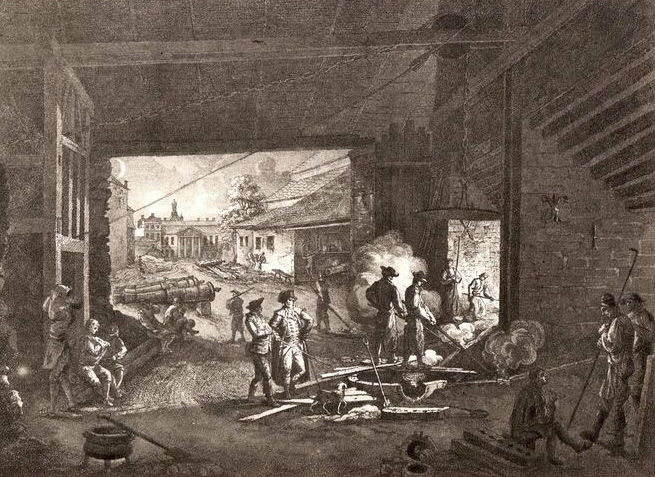
Kanongjuteriet på 1700-talet.

Bruksortens äldsta historia är oklar, men man kan ange 1580 som födelseåret för egentlig industrietablering, då den inflyttade nederländaren Wellam De Wijk, av Johan III anförtroddes ledningen av verksamheten i Finspång. Under dennes ledning uppkom ett verkligt bruk med inriktning på produktion av kanoner och masstillverkning av kulor, som kom att bli Finspångs bruk. En verksamhet som under släkten De Geer af Finspång kom att vidareutvecklas och fortleva i över 300 år men slutligen tas över av konkurrenten Bofors. Finspång, såsom många andra järnbruk, kom att anställa folk från många olika länder, vid sidan av de tidigare svenska, finska och tyska inslagen kom vallonerna bli en ny och dominerande folkgrupp på de svenska bruken.
Louis De Geer d. y. kom att lägga grundstenen till Finspångs slott den 23 oktober 1668, på en långsträckt holme omfluten av Finspångsåns två armar. Runt slottet med sitt orangeri och lusthus växte bruket upp med smedjor, kanongjuteri och bruksgata.
Från Finspång anlades den numera nedlagda Fiskeby järnväg på 1800-talet.
Finspång dominerades under 1900-talet av två storföretag: Svenska Turbinfabriks Aktiebolaget Ljungström (STAL) och Finspongs Metallverks Aktiebolag. Båda grundades 1913 och införlivades i koncerner med säte i Västerås. Redan 1916 förvärvades STAL av ASEA-koncernen medan det skulle dröja till 1942 innan metallverket köptes upp av Svenska Metallverken.

### Administrativa tillhörigheter
Finspång var en ort i Risinge socken och Finspång ingick efter kommunreformen 1862 i Risinge landskommun. 1942 ombildades landskommunen till Finspångs köping där ortens bebyggelse bara utgjorde en mindre del av köpingskommun. 1971 uppgick köpingen i Finspångs kommun med Finspång som centralort.
Finspång tillhörde Risinge församling och tillhör från 2013 Finspångs församling.
Judiciellt har orten ingått i samma tingslag, domsagor och tingsrätter som Risinge socken i Finspånga läns härad och ingår sedan 1971 i Norrköpings domsaga.

### Befolkningsutveckling
| Befolkningsutvecklingen i Finspång 1920–2020                                                                              | Befolkningsutvecklingen i Finspång 1920–2020 | Befolkningsutvecklingen i Finspång 1920–2020 | Befolkningsutvecklingen i Finspång 1920–2020 | Befolkningsutvecklingen i Finspång 1920–2020 |
| --- | -------------------------------------------- | -------------------------------------------- | -------------------------------------------- | -------------------------------------------- |
| |                                              |                                              |                                              |                                              |
| År |                                              |                                              | Folkmängd                                    | Areal (ha)                                   |
| 1900 | 1900                                         |                                              | 1 147                                        | †                                            |
| 1920 | 1920                                         |                                              | 3 900                                        | ##                                           |
| 1930 | 1930                                         |                                              | 4 862                                        | ##                                           |
| 1935 | 1935                                         |                                              | 5 296                                        | ##                                           |
| 1940 | 1940                                         |                                              | 6 375                                        | ##                                           |
| 1945 | 1945                                         |                                              | 11 902                                       | ##                                           |
| 1950 | 1950                                         |                                              | 8 672                                        | ##                                           |
| 1960 | 1960                                         |                                              | 11 378                                       | 398                                          |
| 1965 | 1965                                         |                                              | 14 420                                       | 473                                          |
| 1970 | 1970                                         |                                              | 16 181                                       | 526                                          |
| 1975 | 1975                                         |                                              | 16 346                                       | 720                                          |
| 1980 | 1980                                         |                                              | 15 891                                       | 790                                          |
| 1990 | 1990                                         |                                              | 14 394                                       | 788                                          |
| 1995 | 1995                                         |                                              | 14 181                                       | 807                                          |
| 2000 | 2000                                         |                                              | 12 796                                       | 798                                          |
| 2005 | 2005                                         |                                              | 12 415                                       | 796                                          |
| 2010 | 2010                                         |                                              | 12 440                                       | 818                                          |
| 2015 | 2015                                         |                                              | 12 807                                       | 798                                          |
| 2020 | 2020                                         |                                              | 13 261                                       | 806                                          |
| Anm.: 1945 avser Finspångs köping. † Som köpingsliknande samhälle 1900. ## Som tätort/befolkningsagglomeration 1920–1950. |                                              |                                              |                                              |                                              |

## Kommunikationer
Riksväg 51, från Norrköping till Örebro, passerar Finspång.
Här finns även en normalspårig järnväg, som ansluter till Södra stambanan i Kimstad. Persontrafik saknas på banan.
Östgötatrafikens busslinjer:
- 181/182 Lokaltrafik
- 40/410 mot Norrköping
- 413/414 mot Hällestad, Grytgöl, Ljusfallshammar
- 416 mot Rejmyre, Hävla
- 417 mot Lotorp, Igelfors, Regna
- 50 mot Linköping

## Näringsliv

### Bankväsende
Norrköpings enskilda bank etablerade ett kontor i Finspång på 1870-talet, men detta lades ner den 1 januari 1891. Under 1900-talets första decennium etablerade Östgöta Enskilda Bank ett kontor och senare återkom även Norrköpingsbanken. Dessa två gick samman år 1927. Senare under 1900-talet etablerade Handelsbanken ett kontor.
Östgöta Enskilda Bank lade ner sitt kontor år 2009. Därefter fanns Handelsbanken och Swedbank kvar på orten.

## Evenemang
Finspongamarken är en årlig marknad i Finspångs tätort. Den inträffar vanligen sista fredagen i maj.

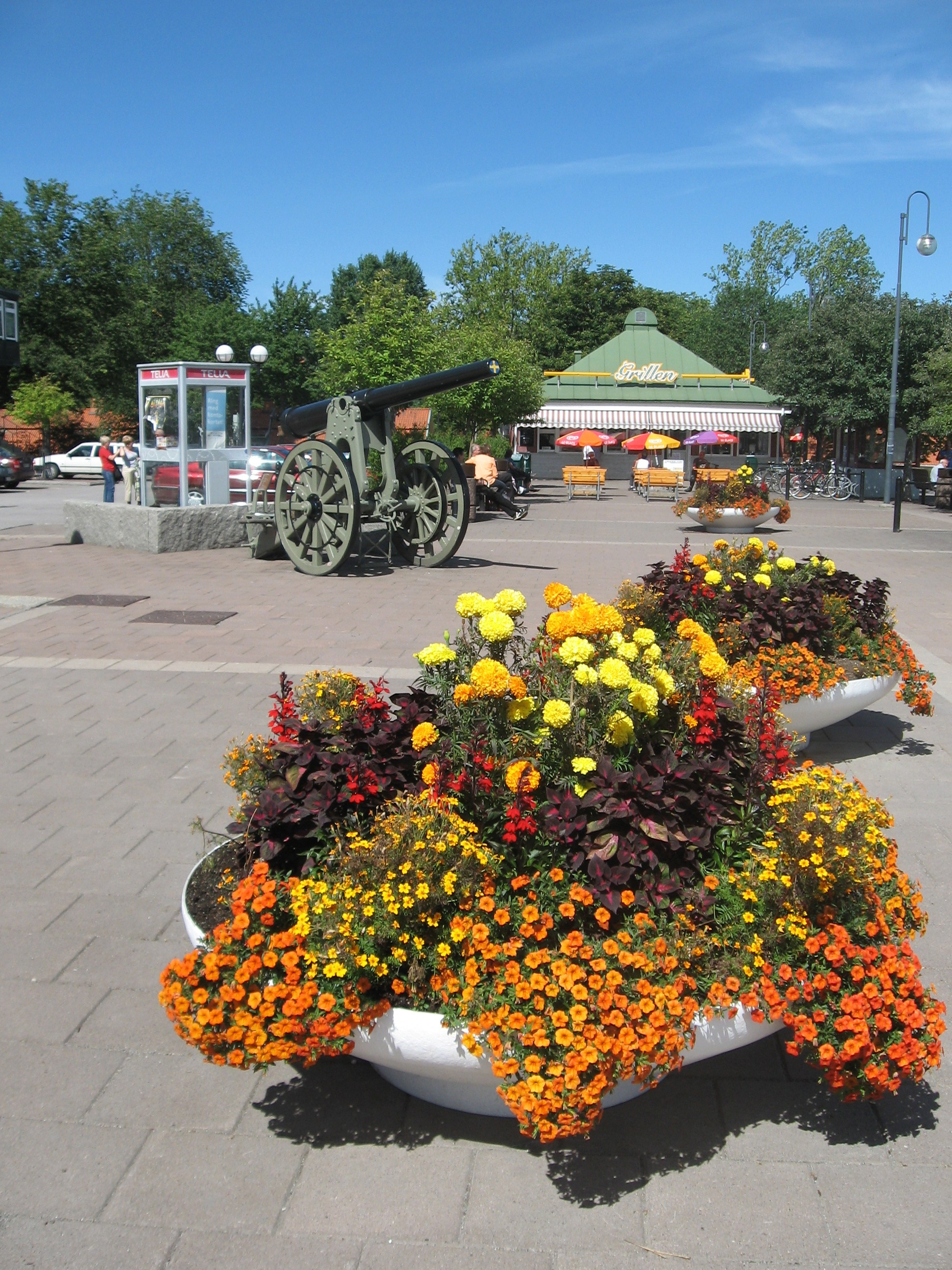
Sommarblommor år 2008

## Idrott
Folkbladet-pokalen är en årligen återkommande brottningsturnering som arrangeras av den lokala morgontidningen Folkbladet och brottningssektionen i Finspångs AIK. Fotbollscup Finspång är en fotbollsturnering för ungdomar som arrangeras under ett par dagar varje sommar i slutet av juni/början av juli. Cityracet var en årlig rallytävling som kördes i Finspångs Centrum. Det arrangerades av Finspångs Motorsällskap Vallonerna.
1–2 maj 2010 genomfördes orienteringstävlingen 10MILA i Finspång. Arenaplats vid 10MILA var Arena Grosvad som är Finspångs idrotts- och rekreationsområde.
Kraftloppet är ett långlopp i löpning på 72 km som kan springas individuellt eller som stafett för lag.
Kraftloppet har dessutom ett maratonlopp för damer och herrar individuellt. Kraftloppet har start och mål i centrala Finspång.
Finspångs AIK har bland annat ett bandylag i allsvenskan och ett ishockeylag i division IV. Föreningen hade förr långt många fler sektioner, men handbollen som bland annat arrangerar Aluceum bröt sig ur för att bilda Finspångs HK medan skidor och orientering numera återfinns i Finspångs SOK. 
Finspångs GK har sitt mest kända namn i Lotta Neumann. Ridklubben heter Ryttarkamraterna i Finspång (RKF). Finspångs IBK spelar i division I efter att i början av 2000-talet spelat ett par säsonger i elitserien.
I Finspång finns en av Sveriges sista kägelbanor som är en föregångare till bowling. 
Finspång har genom åren levererat flera välkända och meriterade idrottsutövare. Här finns två OS-guldmedaljörer i Pär Arvidsson och Bengt Baron som båda tog guld i simning i Moskva-OS 1980. Dessutom kommer Liselotte Neumann, US Open-vinnare i golf 1988, härifrån.